# Pleasure + Pain
Pleasure + Pain ist das fünfte Studioalbum der Eschweger Punkrock-Band The Bates. Durch dieses Album gelang der Band Mitte der 1990er Jahre der Durchbruch, vor allem dank des Erfolges der Michael-Jackson-Coverversion Billie Jean. Das Album erschien 1995 bei Virgin Records.

## Entstehungsgeschichte
Das Album wurde im Oktober und November 1994 in den Vielklang Studios in Berlin eingespielt. Produzent war neben der Band selbst Andi Jung. Mit Say It Isn’t So wurde nach Hello (ein Cover der Shakespears Sister), ein zweites professionelles Video gedreht. Die Single wird vor Erscheinen des Albums im Januar 1995 veröffentlicht. Am 16. Februar erschien schließlich das Album selbst über Virgin Records.

## Musik und Texte
Das Album ist im typischen Stil der Bates gehalten. Es enthält überwiegend schnell gespielten Drei-Akkorde-Punkrock, insbesondere mit Fuck, Tonight, Fuck the World oder A Fuck on the Edge of the World, der sich jedoch mit melodiösen Liedern wie Say It Isn’t So und Balladen wie High Above the Ground und A Real Cool Time abwechselt. Eine Besonderheit stellt die Coverversion Donna Clara, ein alter Schlager aus den 1920er Jahren, dar. Zum einen ist es der einzige deutsche Song auf dem Album, zum anderen übernahmen Bela B. und Farin Urlaub (unter dem Pseudonym „Kill Kill Gaskrieg“) von den Ärzten den Background-Gesang. Das Lied Rock’n’Roll Heart entstand unter Mitwirkung der Lemonbabies.
Die Texte des Albums sind relativ einfach. Auf politische Texte wurde verzichtet, stattdessen wurde versucht eine Punk-Attitüde umzusetzen. Auch das Thema Liebe kehrt in den Liedern immer wieder.

## Artwork
Das Layout der Platte macht einen wirren Eindruck. Das Schriftbild wirkt wie ein aus Zeitungsausschnitten zusammengeklebter Erpresserbrief. Das Cover des Albums ziert eine gezeichnete, nackte blonde Frau, die kniend und zurückgelehnt ein pelziges grünes Monster aus ihrem Schlund zu ziehen versucht (oder zu verschlucken versucht, je nach Betrachtungsweise). Die Rückseite zeigt zwei Bardamen, im Stile der 50er Jahre gekleidet, mit Zigarette, Zylinder und Gehstock, die die Titelliste einrahmen. Das Label des Albums zeigt einen schwarz-weißen Ausschnitt aus einer Handtaschenbroschüre; die Bandmitglieder sind einzeln als Schwarzweißphotos in die Einschubfächer von Brieftaschen montiert. Erstmals sind auf Pleasure + Pain die Songtexte mit abgedruckt – in wirrer Anordnung um eine schwarz-rote Duplex-Grafik montiert. Sie zeigt ein Kruzifix, an dem statt der Originalinschrift „INRI“ ein Schild mit dem Aufdruck „Gute Welt“ prangt.

## Titelliste
1. Tonight – 1:58
2. The Only One – 2:31
3. Still the Same – 2:38
4. In This Town – 0:54
5. A Fuck on the Edge of the World – 2:06
6. Shine – 3:17
7. Yeah – 1:12
8. Highscore – 2:57
9. Say It Isn’t So – 3:24
10. Don’t Wanna Be Like You – 2:44
11. Junkie – 2:19
12. Fuck the World – 0:54
13. Rock’n’Roll Heart – 2:02 – Unter Mitwirkung der Lemonbabies
14. A Real Cool Time – 3:53
15. Billie Jean – 4:24
16. Fuck – 0:54
17. Donna Clara – 3:01
18. High Above the Ground – 2:48

## Chartplatzierungen
Billie Jean, im Original von Michael Jackson, entwickelte sich zum größten Hit der Band, insbesondere durch die Heavy Rotation bei VIVA und MTV. Das Musikvideo stellte eine Kurzfassung des Films Psycho dar und wurde in Schwarz-weiß von dem österreichischen Regie-Duo Dirk Meints und Toni Weiss von DoRo Produktion gedreht. Die Single erschien außerdem mit Billie-Jean-T-Shirt in einer auf 20.000 Exemplare limitierten Version. Durch den Erfolg der Single, die Platz 21 der deutschen Charts erreichte, konnte auch das Album auf Platz 24 der Charts vorrücken. Das Nachfolgealbum Kicks´n´Chicks erreichte zwar sogar Platz 10, hielt sich aber nicht einmal halb so lange in den Charts. 30 Wochen blieb Pleasure + Pain in den Top 100 und ist das bis heute meistverkaufte Album der Bandgeschichte. Eine weitere, aber erfolglose Singleauskopplungen war A Real Cool Time, das Dietmar Ritze, einem verstorbenen Freund der Band, gewidmet war. Die Band durfte dank des Erfolgs des Albums auch bei der Bravo Supershow vor 13.000 Fans auftreten, eigenen Angaben zufolge als einzige Band, die dort live spielte.